# Lexikon des internationalen Films
Das Lexikon des internationalen Films (Eigenschreibweise: Lexikon des Internationalen Films) ist ein mehrbändiges Nachschlagewerk mit Filmkritiken und anderen Einträgen zu allen Kinofilmen und vielen Fernsehfilmen, die seit 1945 in Deutschland zu sehen waren. Seit dem 8. Januar 2018 ist filmdienst.de nur noch als Online-Portal zugänglich. Das Werk wurde bis 2018 von der Zeitschrift Filmdienst und seither vom Herausgeber des filmdienst.de herausgegeben, der Katholischen Filmkommission für Deutschland. Die Kommission ist ein ständiges Gremium, das im Auftrag der publizistischen Kommission der Deutschen Bischofskonferenz arbeitet.

## Lexikon
Das Lexikon des internationalen Films basiert auf den Filmkritiken der Filmzeitschrift Filmdienst, die seit 1947 erscheint und ihren Ursprung in der katholischen Filmarbeit hat. Im Jahr 1987 erschien das Lexikon als zehnbändiges Werk im Rowohlt Verlag. 1995 brachte der Verlag eine ebenfalls zehnbändige Neuauflage heraus. 2002 aktualisierte der Zweitausendeins-Verlag das Nachschlagewerk und brachte es als vierteiliges Filmlexikon heraus, in dem die Filme zum Teil neu bewertet wurden. Seit 1987 erscheint ein Ergänzungsband, der das Lexikonwerk auf den aktuellen Stand bringt. Dieser erschien zunächst alle zwei Jahre, ab 1995 dann jährlich. Seit 2001 erscheinen die Jahresbände des Lexikons des internationalen Films im Schüren Verlag.
Die einzelnen Kritiken finden sich seit 2004 auch im anmeldepflichtigen Munzinger-Archiv. Die Primärquelle für die Online-Suche ist das Portal des Filmdiensts, wo Filmangaben und Kurzfassungen der Kritiken frei zugänglich sind; die Langkritiken nur über Registrierung. Der Filmdienst lizenziert dieses Online-Angebot auch an andere Datenbanken, zum Beispiel an bs-net.de. Solche Datenbanken erheben nicht notwendigerweise den Anspruch, vollständig zu sein.

## Aufbau
Neben dem Originaltitel eines Films sind der deutsche Filmtitel mit Alternativtiteln, die wesentlichen Mitwirkenden, Erscheinungsjahr und Jahr der deutschen Erstaufführung bzw. Erstausstrahlung und weitere technische Details verzeichnet. Die Beschreibungen im Hauptteil bestehen zumeist aus drei bis vier Sätzen je Eintrag.
Die Druckausgabe von 2002 ist auf dem Stand von Ende 2001, in ihr werden 52.000 Filme besprochen. Zusätzlich enthält sie 130 Essays zu folgenden Themenkomplexen:
Band I:
- Autorenfilmer/Filmautoren: Stanley Kubrick, Woody Allen, Atom Egoyan, Jean-Luc Godard, John Sayles und Pedro Almodóvar
- Die Farbe Blau: u. a. Michael Mann und Jean-Luc Godard
- Luis Buñuel
- DDR, u. a. Egon Günther, Kurt Maetzig, Jochen Kraußer
- Film in Deutschland
- Essay & Dokumentarfilm
- Ferner Osten: Wu Tianming, Zhang Yimou, Wong Kar-Wai, Johnnie To, Hou Hsiao-Hsien, Takeshi Kitano und die „jungen Wilden“

Band II:
- Alfred Hitchcock
- Hollywood I
- Hollywood II
- Ikonen: Marlene Dietrich, Robert Mitchum, Frank Sinatra, Fred Astaire, Marlon Brando, Romy Schneider, Jeanne Moreau, Marcello Mastroianni
- Jazz, u. a. Lalo Schifrin und Roy Budd
- Kurzfilm
- Musik und Kino/Musik im Kino, u. a. Kurt Weill und Hans Zimmer
- Neu gesehen: Außer Atem, Die große Illusion, Die sieben Samurai, M – Eine Stadt sucht einen Mörder, Rote Sonne, Der eiskalte Engel, Das Fenster zum Hof, The Big Sleep

Band III:
- Die Farbe Rot
- Science-Fiction: u. a. Star Wars, James Cameron und Blade Runner
- Steven Spielberg
- Werkstattgespräche: Michael Ballhaus, Roland Suso Richter, Christian Petzold, Romuald Karmakar und Tom Tykwer
- Western: u. a. DEFA, Gary Cooper, Raoul Walsh, Clint Eastwood

Band IV:
- Index

## Ausgaben
- Katholisches Institut für Medieninformation [KIM] und Katholische Filmkommission für Deutschland (Hrsg.): Lexikon des internationalen Films. Kino, Fernsehen, Video, DVD. Zweitausendeins, Frankfurt am Main 2002, ISBN 3-86150-455-3 (Red. Horst Peter Koll, Stefan Lux und Hans Messias unter Mitarb. von Jörg Gerle, Josef Lederle und Ralf Schenk, begr. von Klaus Brüne).
- Lexikon des internationalen Films 2001. 48.000 Filme mit Kurzkritiken. Systhema (CD-ROM für Windows 95 / 98 / NT 4.0 / MacOS ab 8.1).
- Zeitschrift film-dienst und Katholische Filmkommission für Deutschland (Hrsg.): Lexikon des internationalen Films: Das komplette Angebot im Kino, Fernsehen und auf DVD. Teiljahresbände: Filmjahr 2001/2002/2003/2004/2005/2006/2007. Schüren Verlag, ISSN 0430-4446 (Red. Horst Peter Koll und Hans Messias unter Mitarb. von Jörg Gerle [DVD]).

## Kritik
„Unentbehrliches Nachschlagewerk […] das ‚Lexikon des Internationalen Films‘ [ist] trotz der Online-Konkurrenz (die es auch aus dem eigenen Haus gibt) dank der konsequenten Aktualisierungspolitik der Herausgeber nach wie vor eines der wichtigsten Nachschlagewerke zum Film.“

„Das einzige Filmlexikon in Printform bietet einen umfassenden Überblick über das vergangene Filmjahr und hilft mit durchdachter Auswahl und klaren Bewertungen den Überblick zu behalten. Unverzichtbar für den Profi, hilfreich für den Filminteressierten.“

„Sie [die Kritiker des Lexikon des Internationalen Films und Filmdienst] sind über den Verdacht erhaben, (bewusst) Rücksicht zu nehmen auf kirchliche Interessen. Dennoch bleibt das Unbehagen über das Fehlen einer Publikation, in der Agnostiker die antiklerikale und aufklärerische Tradition mit dem gleichen Nachdruck fortführen können wie die kirchlichen Zeitschriften die christliche. Und dass der film-dienst grundsätzlich längst aufgeschlossen sei gegenüber progressiven Gedanken, ist ein Gerücht.“